# Бонфайър
„Бонфайър“ (на английски: Bonfire) е германска хевиметъл група основана в Инголщат през 1972 г. под името „Какумън“. Групата старитира под името „Бонфайър“ през 1985 г., като музикантите променят името след съвет от мениджър и звукозаписна компания. През годините съставът е променян многократно с изключение на певеца и основател на групата Клаус Лесман. След промяната на името си, групата издава няколко успешни албума, сред които Don't Touch That Light (1986), Fireworks (1987), Point Blank (1989) и Knockout (1991). Основателите на „Бонфайър“ Ханс Цилер и Клаус Лесман са все още в групата и са единствените, които държат правата над името „Бонфайър“.

## Дискография

### Като „Какумън“ (1972 – 1985)
Студийни албуми:
- 1979: Riding Away (сингъл)
- 1981: Cacumen
- 1983: Bad Widow
- 1985: Longing For You EP

### Като „Бонфайър“ (1985-наши дни)

#### Студийни албуми
- 1986: Don't Touch the Light
- 1987: Fireworks
- 1989: Point Blank
- 1991: Knock Outt
- 1996: Feels Like Comin' Home
- 1996: Freudenfeuer (немска версия на Feels Like Comin' Home)
- 1998: Rebel Soul
- 1999: Fuel to the Flames
- 2001: Strike Ten
- 2003: Free
- 2006: Double X
- 2008: The Räuber
- 2011: Branded
- 2013: Schanzerherzz
- 2015: Glörious
- 2017: Byte the Bullet